# Ensemble Mathildenstraße

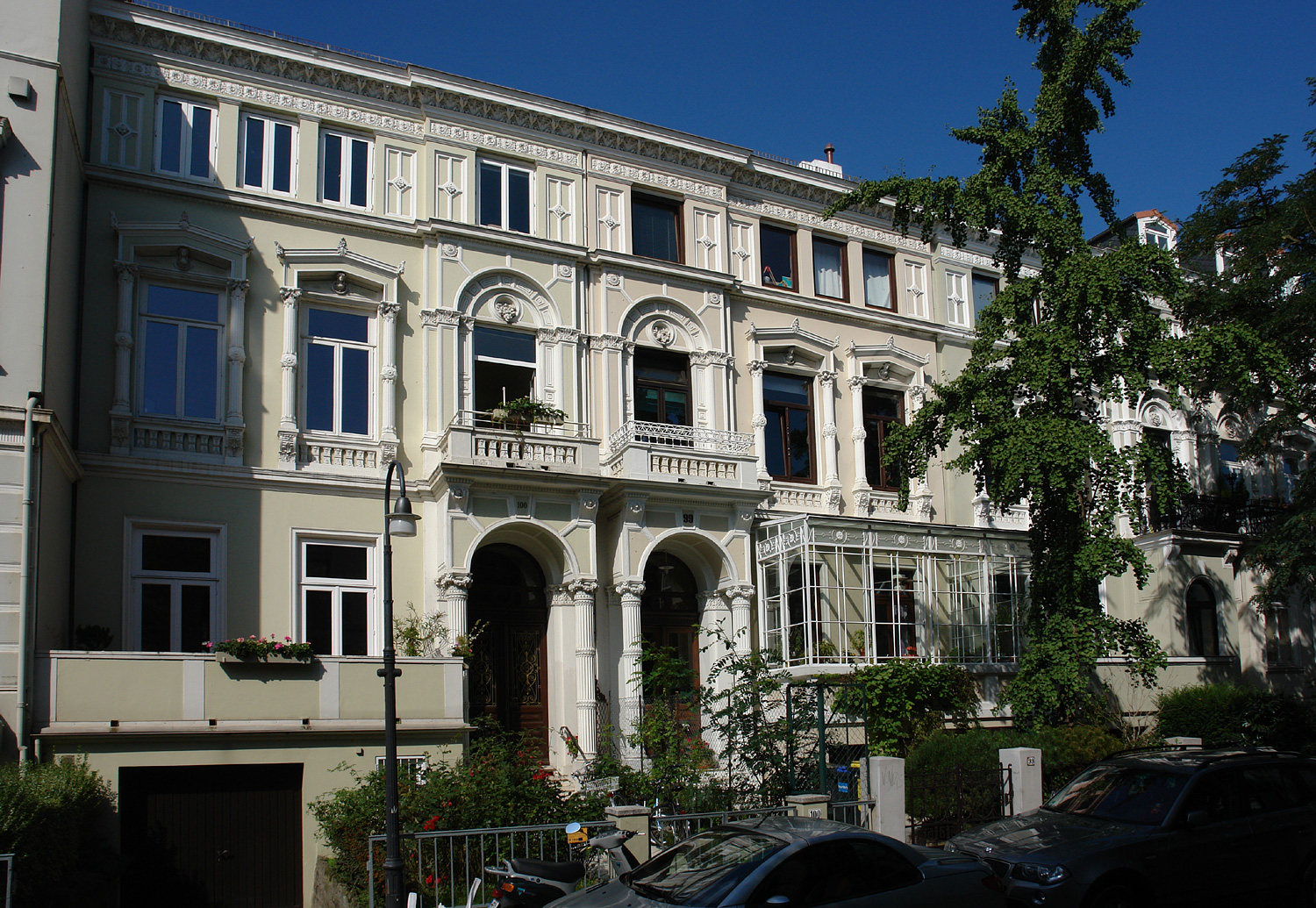
Bremer Haus, Mathildenstraße 99/100

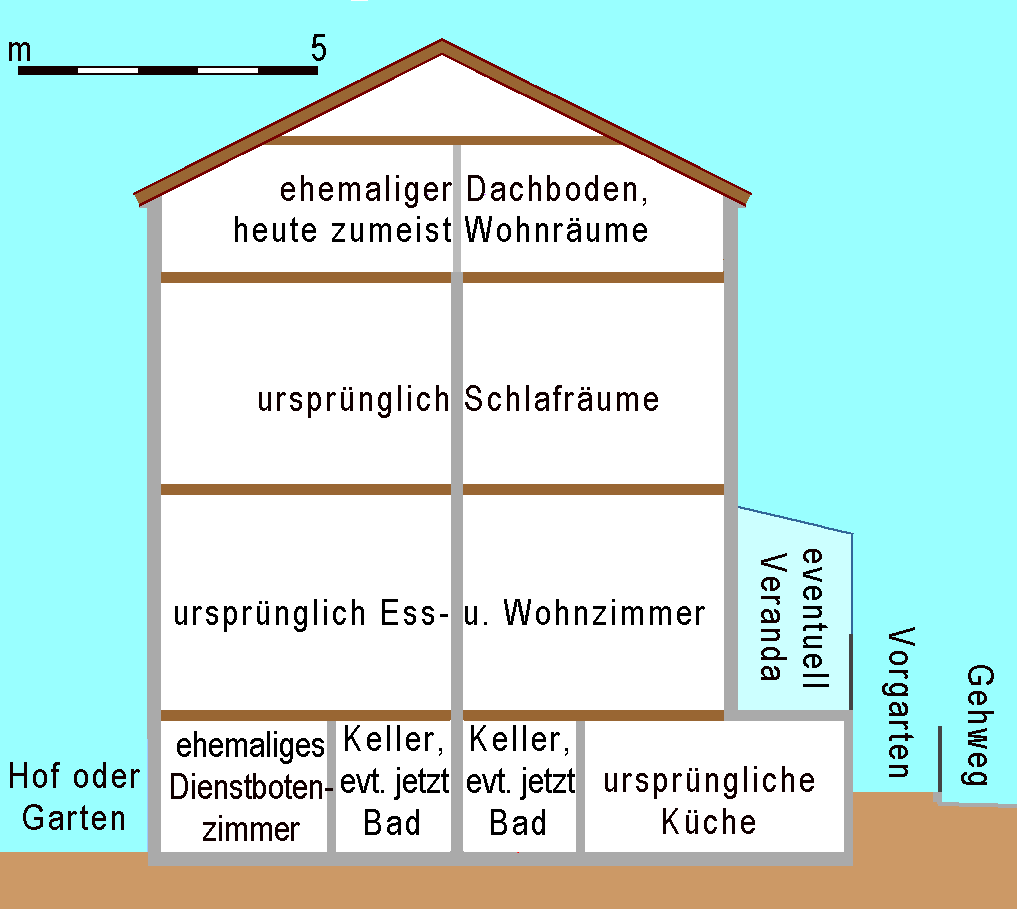
Typischer Querschnitt eines Bremer Hauses, Treppenseite

Das Ensemble Mathildenstraße in Bremen-Östliche Vorstadt, Ortsteil Fesenfeld, Mathildenstraße 1 bis 101, steht sei 1973 als Bremer Kulturdenkmal unter Denkmalschutz.

Die Mathildenstraße verläuft parallel zur Straße Am Dobben zwischen Bismarck-, Feld- und Humboldtstraße.

## Geschichte
Straßenname
Die Mathildenstraße erhielt ihren Namen nach Mathilde Rutenberg, geb. Merker, der Frau des Bauunternehmers Lüder Rutenberg.
Stadtquartier und Straße
Straßengründungen waren in Bremen im 19. Jahrhundert bei vielen Straßen üblich, bei denen Bauunternehmer die Bebauung von Straßen in der damals oft vorgeschriebenen Breite von 24 Fuß (6,94 Meter) pflasterten und dann die Gebäude bauten und anschließend verkauften (Zeit des Spekulationsbaus). Die Mathildenstraße wurde um ab 1866/67 vom Bauunternehmer Lüder Rutenberg angelegt. Die Straße musste er anschließend ohne Gegenleistung an den Staat abtreten.
Die erste städtebauliche Planung für eine über den Dobben hinausgehende, östliche Erweiterung von Bremen durch den Ortsteil Fesenfeld erfolgte 1852 durch den Architekten und Baudirektor Alexander Schröder, der auch das erste Gebäude der Krankenanstalt an der St.-Jürgen-Straße, Sankt-Jürgen-Straße an der Einmündung zur Humboldtstraße in dieser Vorstadt plante.
Gebäude

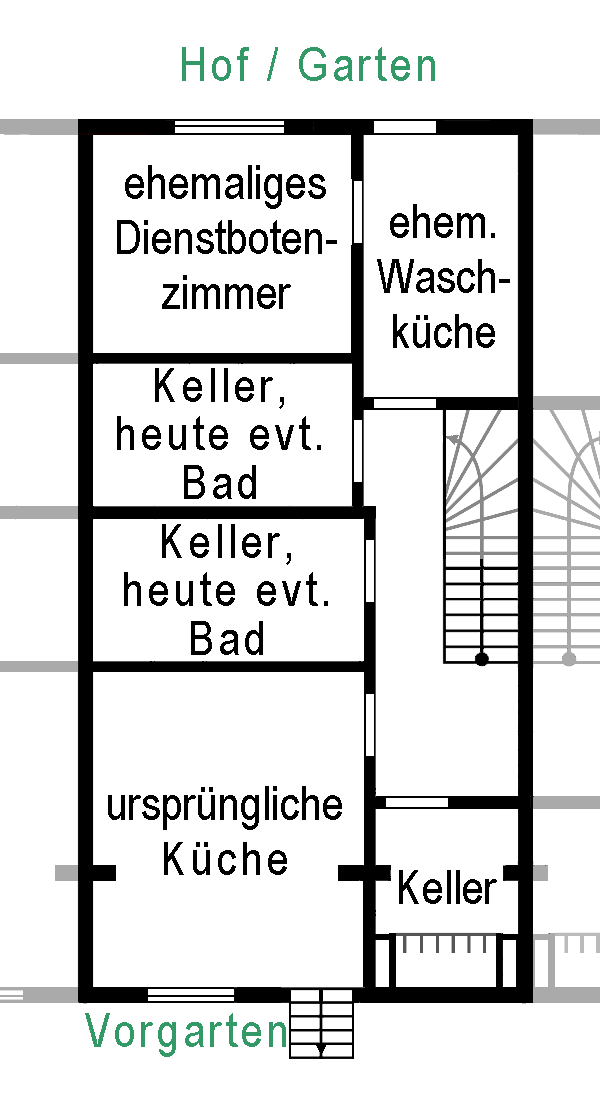
Souterrain

Die zwei- und dreigeschossigen Wohnhäuser in Reihenhausbauweise an der Mathildenstraße 1 bis 101 entstanden von 1868 bis 1871 nach Plänen von Rutenberg für eine gehobene Schicht. Sie gehören zu den typischen Bremer Häusern, die eher in die Tiefe gebaut wurden; hier als traufständige Gebäude mit einem flach geneigten Dach.
Das typische Bremer Souterraingeschoss diente oft als Dienstbotenunterkunft mit einem eigenen Eingang. Vor den Häusern befand sich ein Vorgarten, der heute teils den verbreiterten Verkehrsflächen zum Opfer gefallen ist.

Mezzaningeschosse wie bei Nr. 77 und 94 kamen vereinzelt vor.
Im Stil des Historismus fanden bei der Gestaltung viele klassizistische Elemente Verwendung wie u. a. korinthische Säulen oder Pilaster, breite, stark verzierte Gesimse, aber auch reich verzierte Gitter, die an südländische Regionen erinnern. Sehr unterschiedliche Formen der Fensterumrahmungen mit oft stark profilierten Laibungen ließen eine sehr vielfältige Gestaltung entstehen. Das Haus Mathildenstraße 94 erhielt vier halbrunde Nischen mit Figuren.
Auch heute (2014) werden die Häuser für Wohnzwecke genutzt sowie für Praxen, Kanzleien und durch andere Dienstleister.
Bildergalerie (Auswahl)

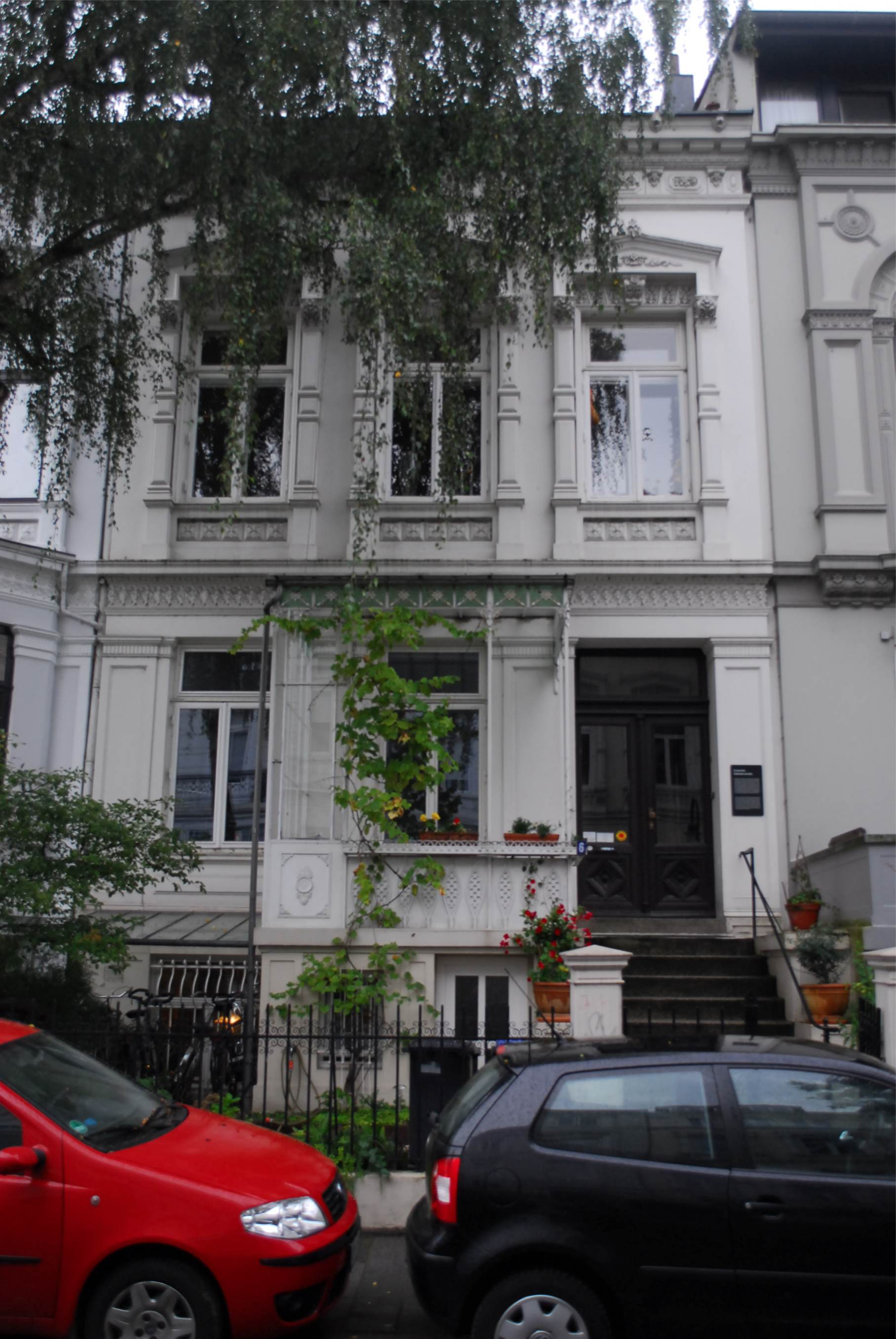
Mathildenstraße 6
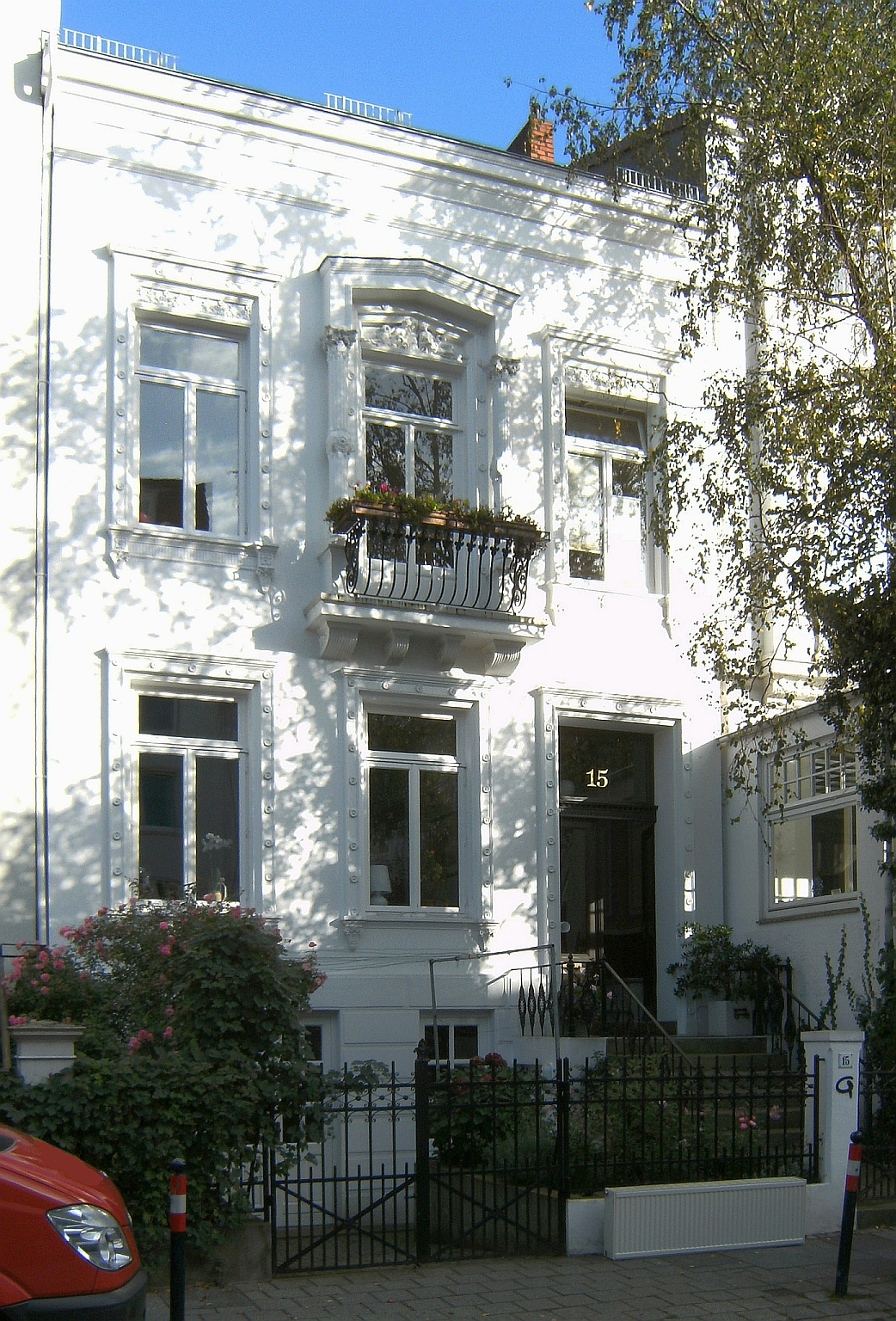
Mathildenstraße 15
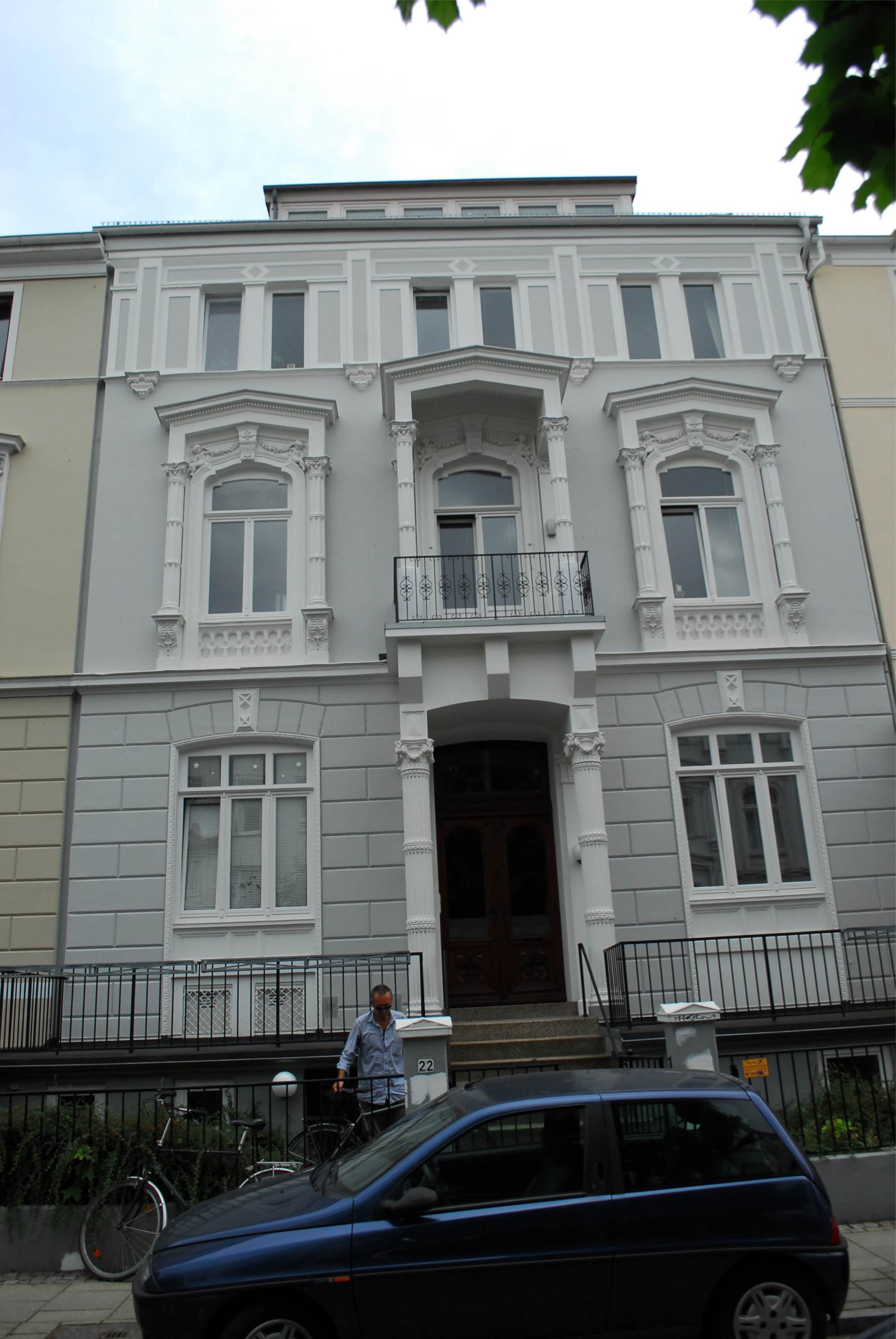
Mathildenstraße 22
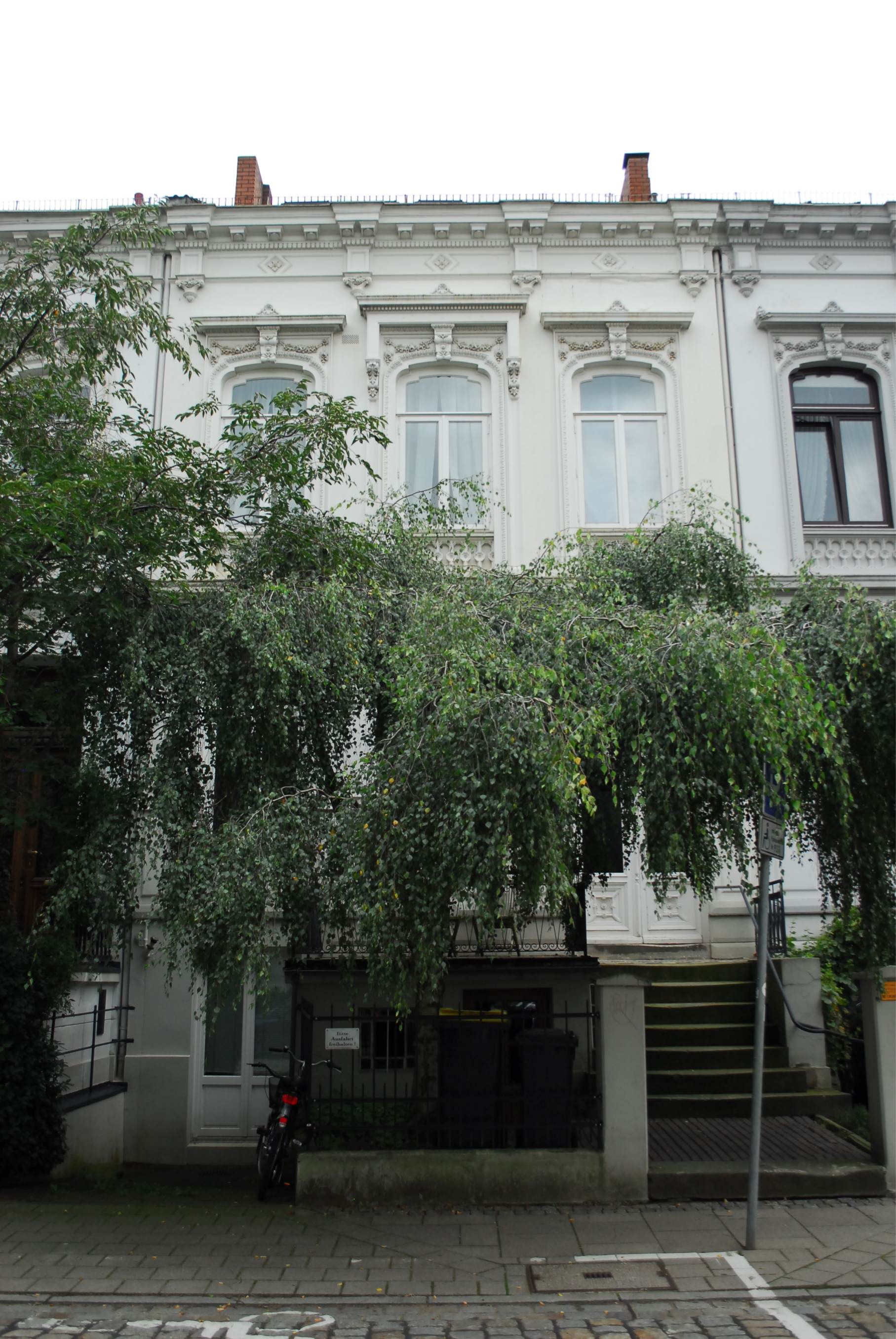
Mathildenstraße 25
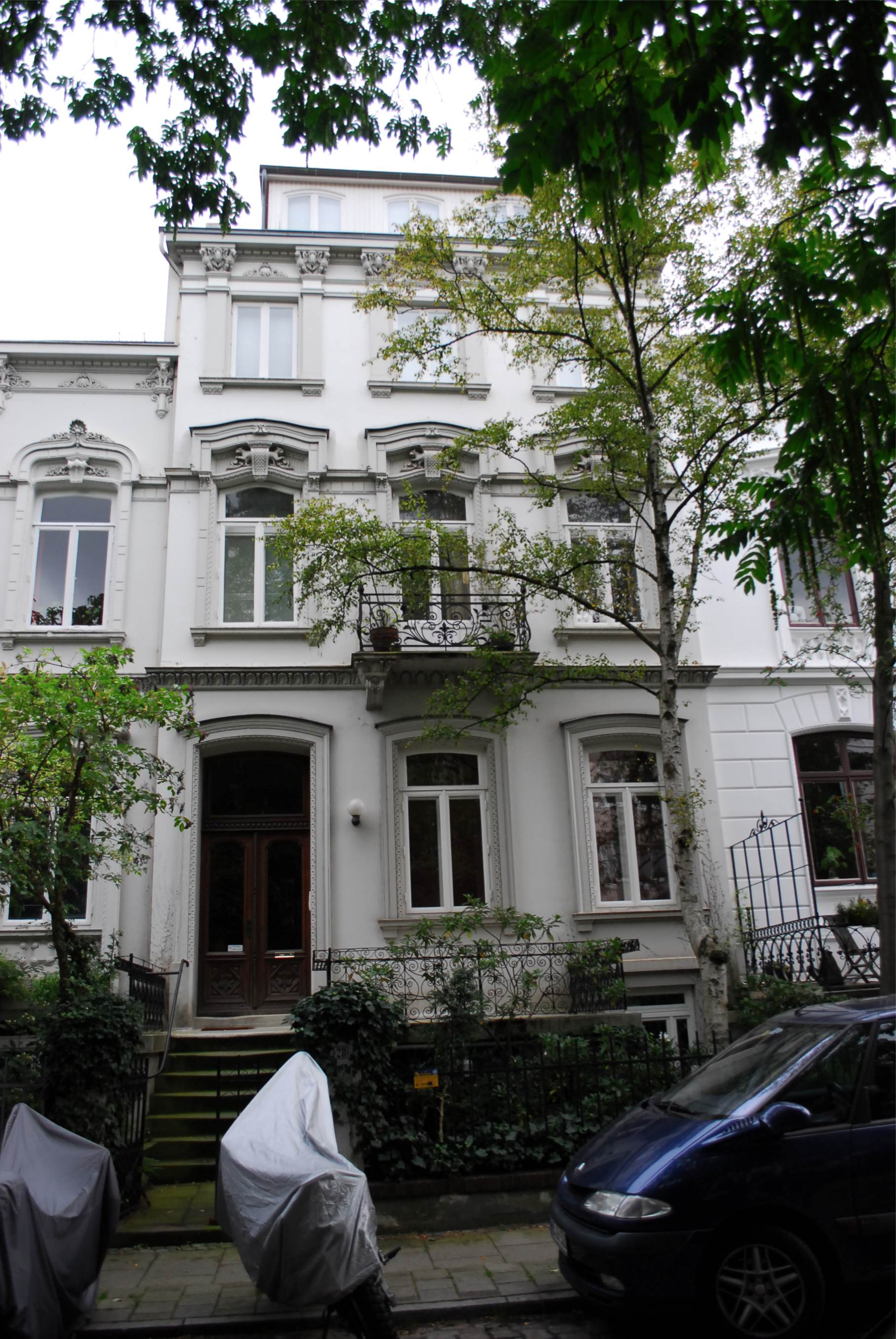
Mathildenstraße 28
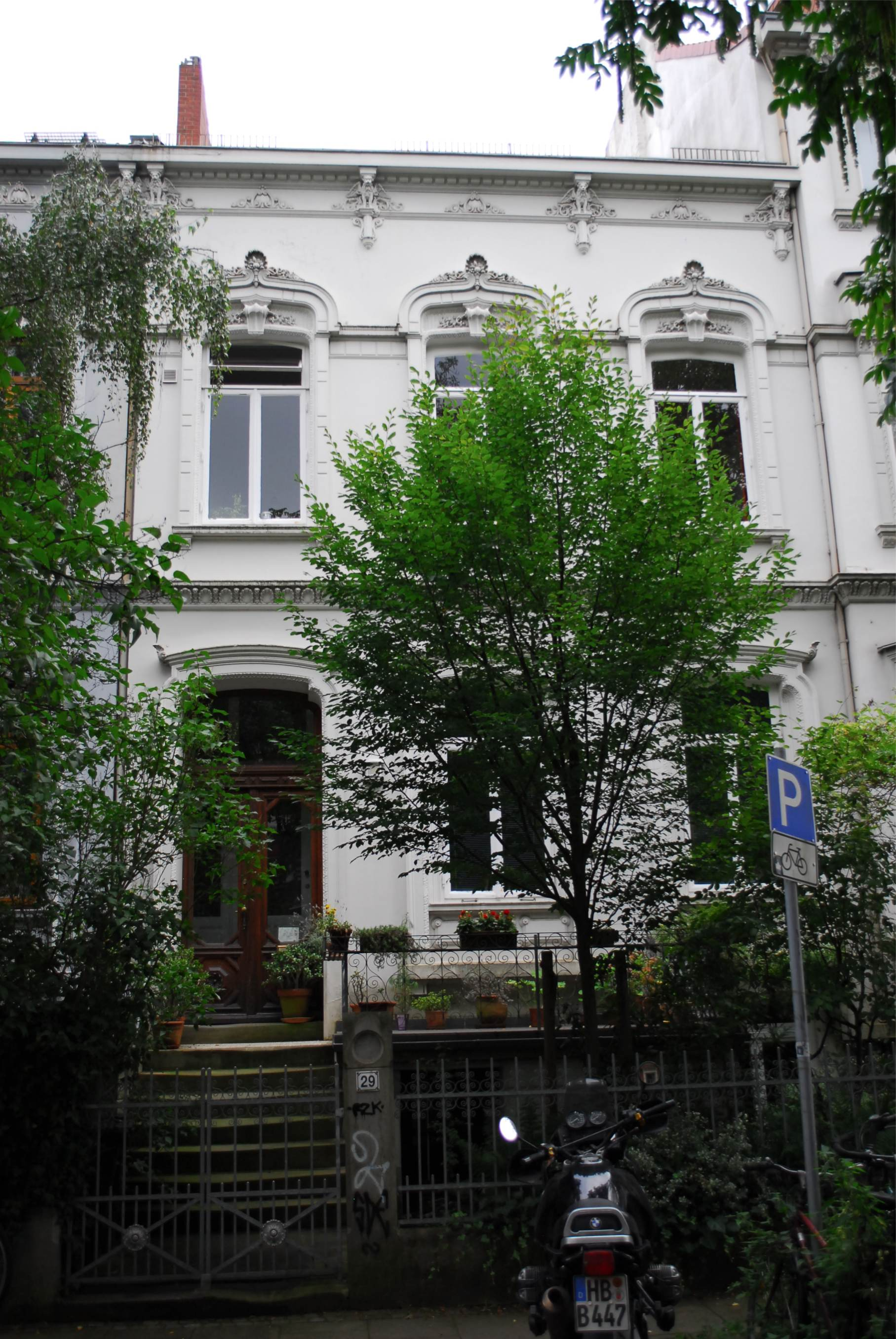
Mathildenstraße 29
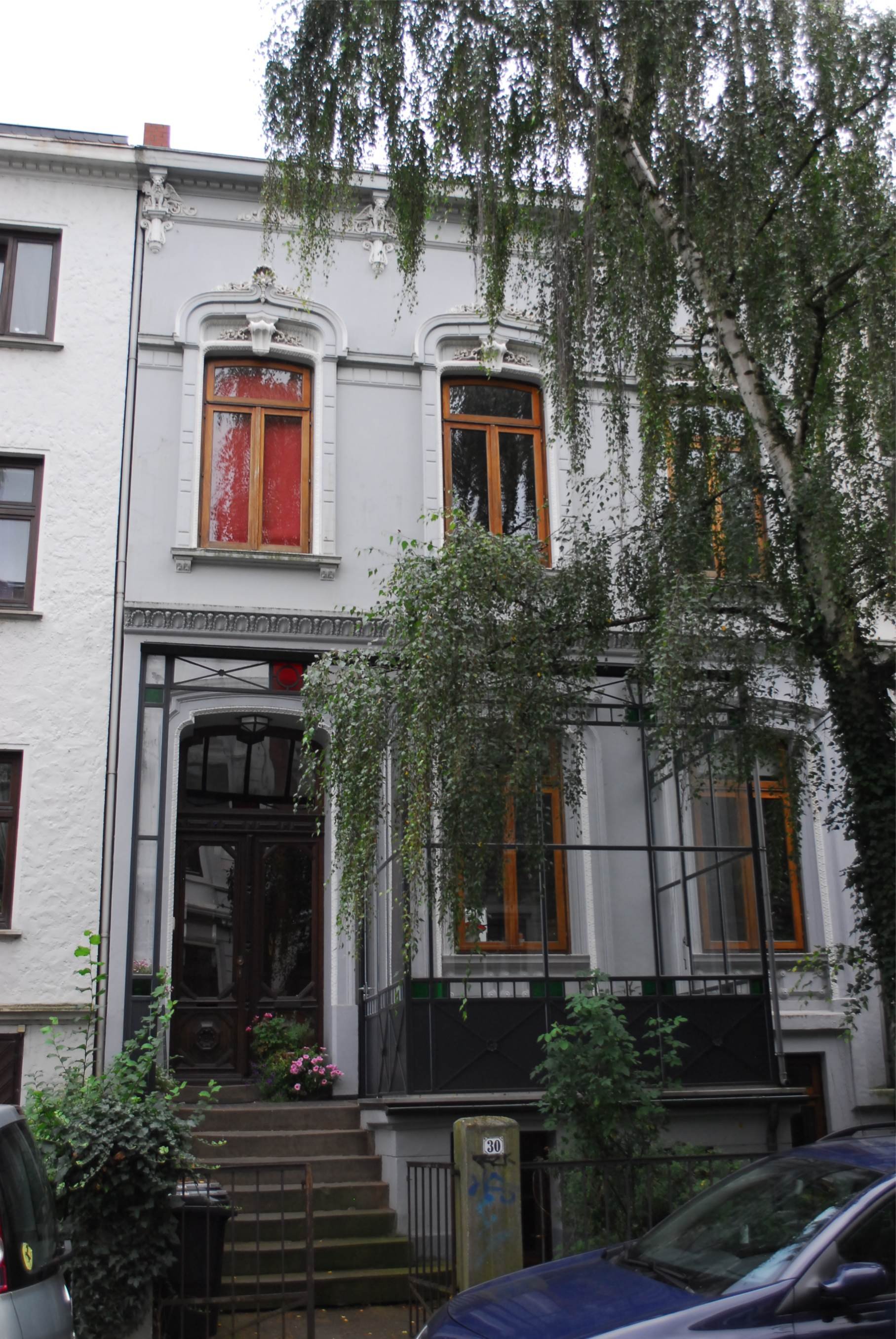
Mathildenstraße 30
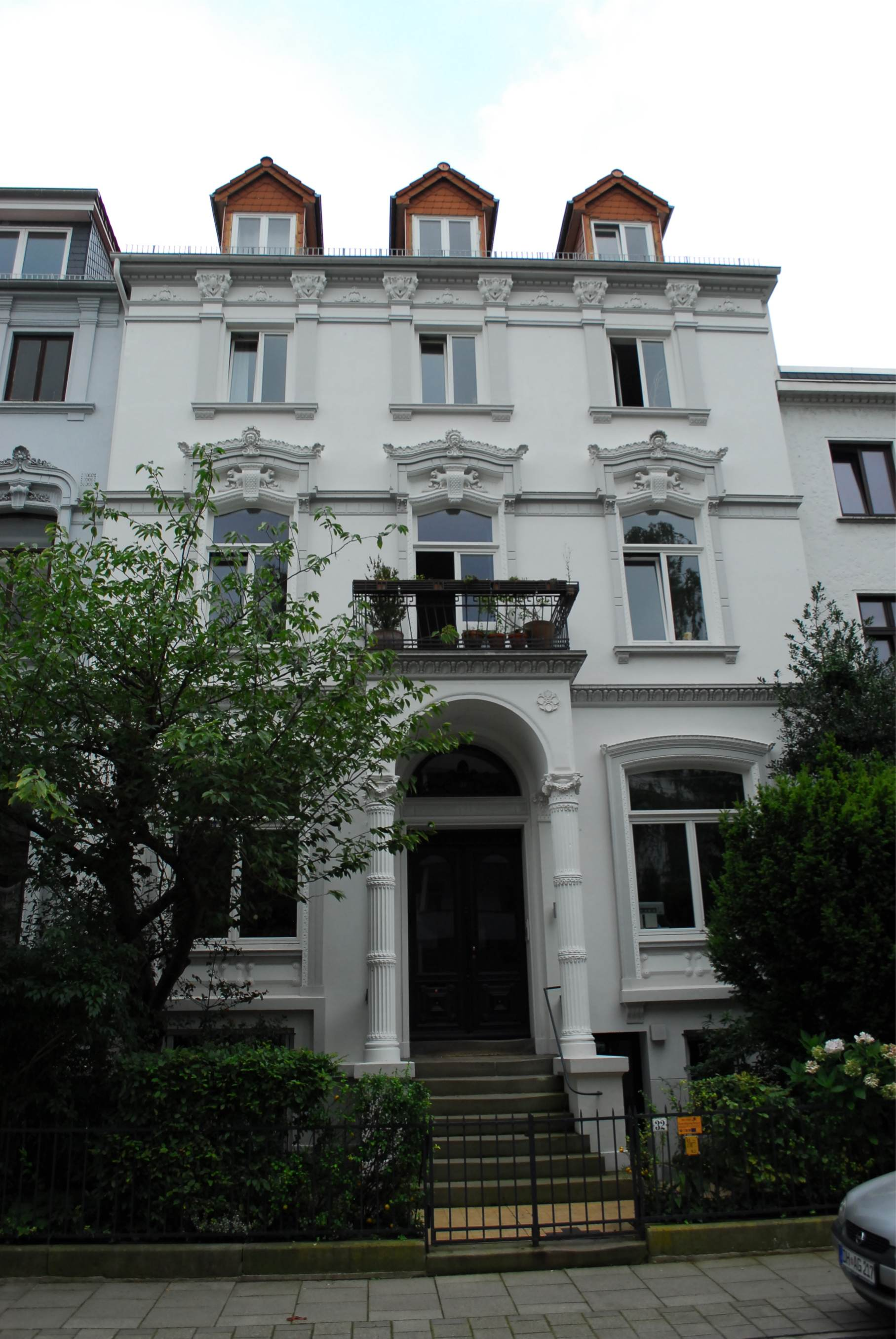
Mathildenstraße 32
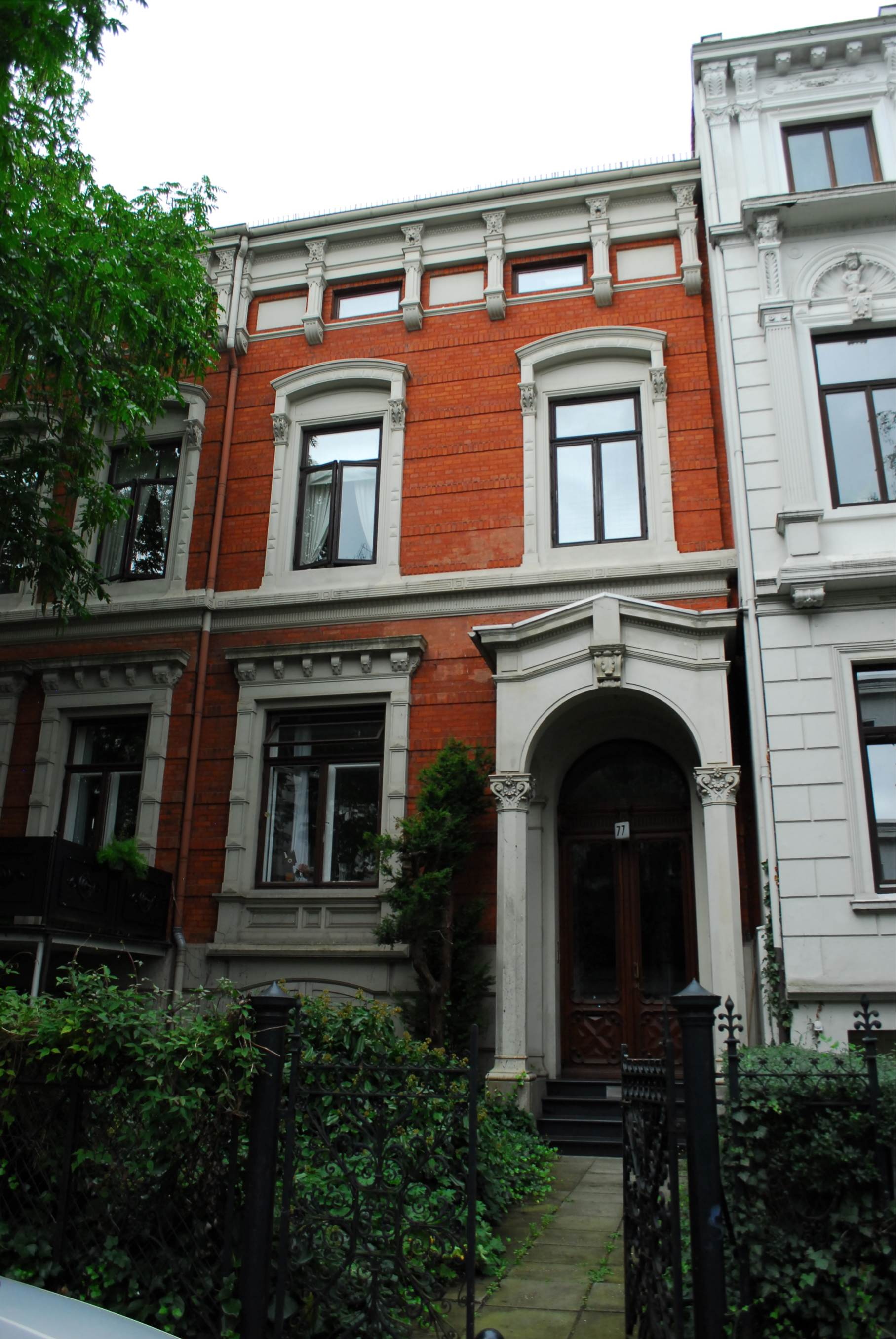
Mathildenstraße 77
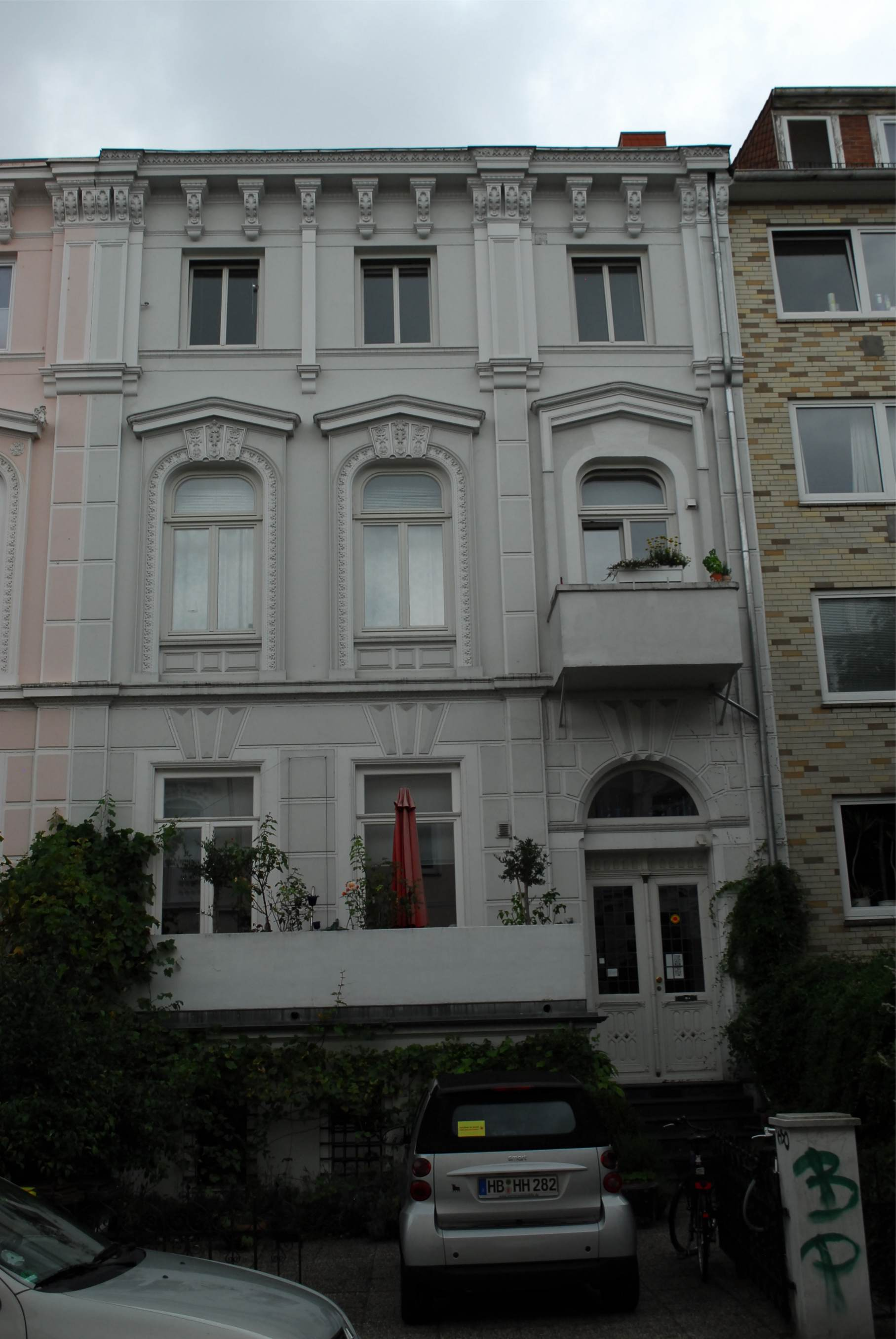
Mathildenstraße 84
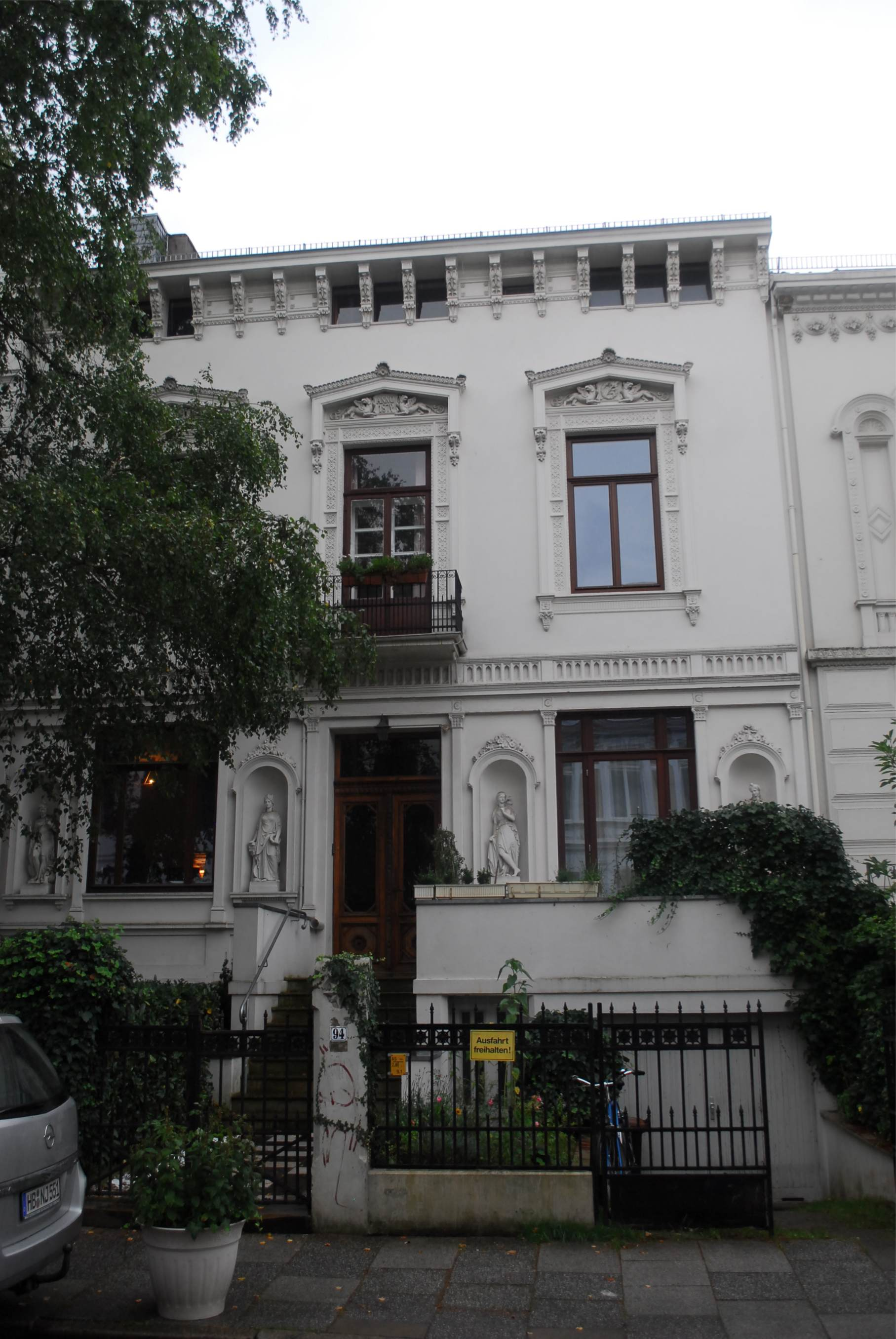
Mathildenstraße 94
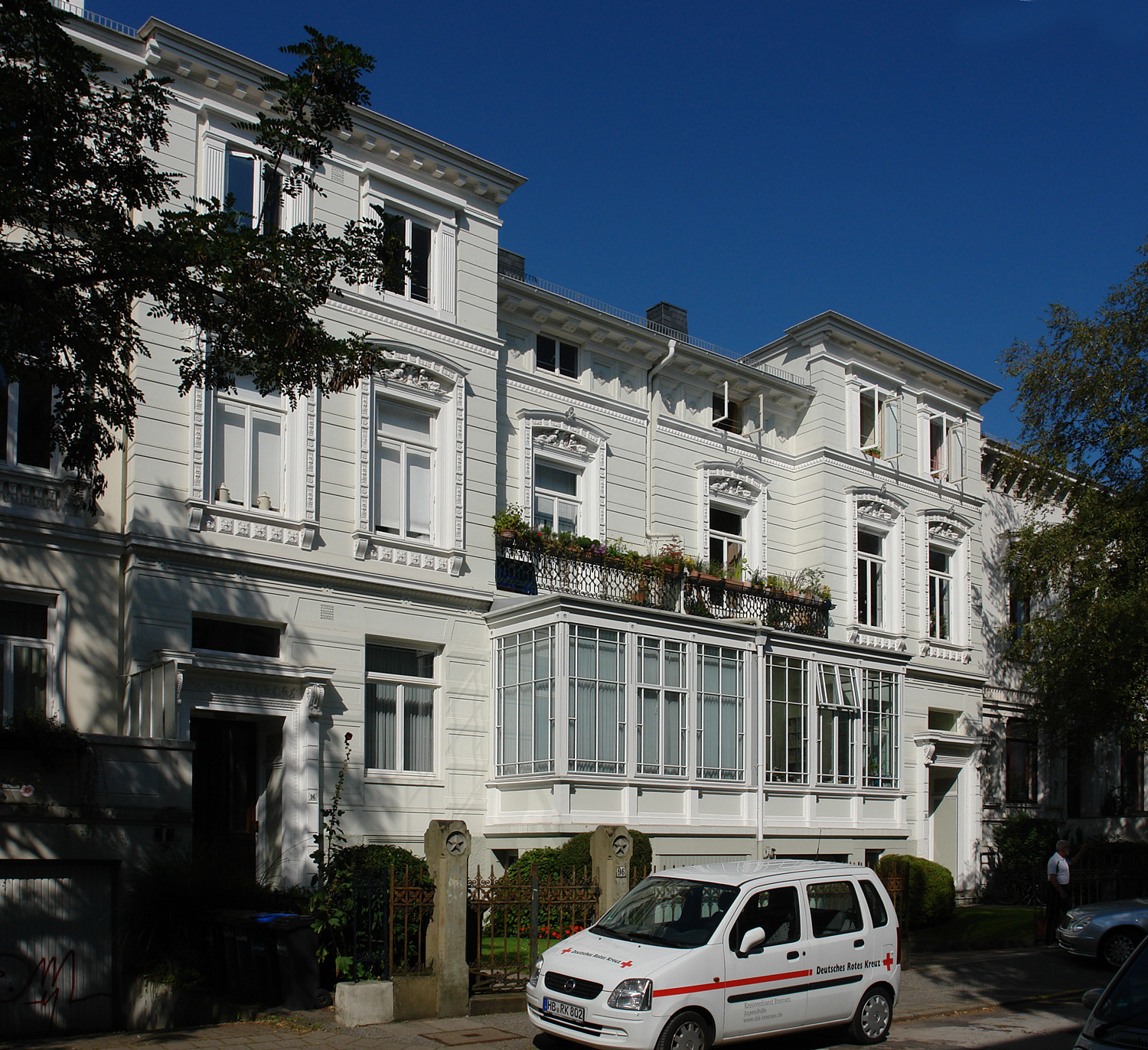
Mathildenstraße 95/96